# Etna Green
Etna Green és una població dels Estats Units a l'estat d'Indiana. Segons el cens del 2000 tenia 663 habitants.

## Demografia
Segons el cens del 2000, Etna Green tenia 663 habitants, 234 habitatges, i 165 famílies. La densitat de població era de 544,7 habitants/km².
Dels 234 habitatges en un 42,3% hi vivien nens de menys de 18 anys, en un 52,6% hi vivien parelles casades, en un 13,7% dones solteres, i en un 29,1% no eren unitats familiars. En el 21,4% dels habitatges hi vivien persones soles el 9,4% de les quals corresponia a persones de 65 anys o més que vivien soles. El nombre mitjà de persones vivint en cada habitatge era de 2,8 i el nombre mitjà de persones que vivien en cada família era de 3,33.
Per edats la població es repartia de la següent manera: un 33,3% tenia menys de 18 anys, un 8,1% entre 18 i 24, un 30,3% entre 25 i 44, un 17,6% de 45 a 60 i un 10,6% 65 anys o més.
L'edat mediana era de 30 anys. Per cada 100 dones de 18 o més anys hi havia 92,2 homes.
La renda mediana per habitatge era de 35.625$ i la renda mediana per família de 35.139$. Els homes tenien una renda mediana de 34.000$ mentre que les dones 21.339$. La renda per capita de la població era de 14.110$. Entorn del 3,1% de les famílies i el 4,9% de la població estaven per davall del llindar de pobresa.

## Poblacions més properes
El següent diagrama mostra les poblacions més properes.